# Уткин, Валерий Степанович
Валерий Степанович Уткин (1 января 1922 — 26 июня 1944) — Герой Советского Союза, командир стрелковой роты 740-го стрелкового полка, 217-й Унечской стрелковой дивизии, старший лейтенант.

## Биография
Валерий Степанович Уткин родился в селе Алёшино ныне Сасовского района Рязанской области. В 1941 году он окончил Московский инструментально-сварочный техникум. Работал сварщиком в Московской области на станции Болшево. С началом Великой Отечественной войны был призван в Красную Армию, прошёл обучение на курсах младших лейтенантов. С ноября 1941 года на фронте.
25 июня 1944 года в бою у деревни Святое Озеро Гомельской области рота под командованием старшего лейтенанта Валерия Уткина отражала контратаку противника, наступавшего при поддержке 5 САУ «Фердинанд». В критический момент боя Уткин бросился с противотанковой гранатой под одну из машин и подорвал её, ценой своей жизни сорвав наступление противника.
Звание Героя Советского Союза Валерию Уткину было присвоено 23 августа 1944 года посмертно.

## Награды
- Герой Советского Союза;
- орден Ленина;
- два ордена Красной Звезды;
- медаль «За отвагу».

## Память
- Похоронен в городе Рогачёв. В городском парке установлен памятник Герою.